# Мертвий за долар
Мертвий за долар (англ. Dead for a Dollar) — американський вестерн сценариста і режисера Волтера Гілла. У ролях Крістоф Вальц, Віллем Дефо та Рейчел Броснаген.

## Сюжет
У 1897 році на території Нью-Мексико ветеран-мисливець за головами Макс Борлунд дізнається, що Джо Кріббенс, картяр і озброєний грабіжник, який відсидів п'ять років у в'язниці після того, як був притягнутий Борлундом до відповідальності, скоро вийде на свободу. Борлунд особисто відвідує Кріббенса, щоб застерегти його від виконання своєї обіцянки "купити пістолет і розшукати його". 
Армійський офіцер і друг Борлунда знайомить його з недобросовісним бізнесменом Мартіном Кіддом, який наймає Борлунда, щоб повернути свою дружину Рейчел. Він стверджує, що Рейчел була викрадена і зараз утримується з метою отримання викупу в Чихуахуа, Мексика, Елайджею Джонсом, афроамериканським дезертиром з армії. Офіцер доручає одному зі своїх людей, сержанту Алонзо По, допомогти Борлунду, оскільки той був близьким другом Джонса і має карту його схованки після того, як погодився доставити гроші для викупу. По дорозі вони стикаються з Тіберіо Варгасом, багатим землевласником, який за сумісництвом є жорстоким бандитом. Борлунд відмовляється виконувати вимоги Варгаса і змушує його піти.   

## Актори
| Актор            | Роль           |
| ---------------- | -------------- |
| Крістоф Вальц    | Макс Борлунд   |
| Віллем Дефо      | Джо Кріббенс   |
| Рейчел Броснаген | Рейчел Прайс   |
| Брендон Скотт    | Елайджа Джонс  |
| Бенджамін Братт  | Тіберіо Варгас |
| Геміш Лінклатер  | Мартін Кідд    |

## Виробництво
На Marché du Film 21 червня 2021 року було оголошено, що Крістоф Вальц і Віллем Дефо зіграють у вестерну за сценарієм та режисурою Волтера Гілла. У серпні 2021 року до акторського складу приєдналися Рейчел Броснахан, Брендон Скотт, Уоррен Берк та Бенджамін Бретт. 24 серпня Albuquerque Journal повідомив, що зйомки почалися в Санта-Фе, штат Нью-Мексико. Для зйомок було залучено близько 80 членів знімальної групи, 20 акторів, а також 40 фонових і статистів з Нью-Мексико. 21 вересня 2021 року було повідомлено, що виробництво закінчилося і що Геміш Лінклейтер також зіграє головну роль.

## Зовнішні посилання
- Мертвий за долар на сайті IMDb (англ.)